# Toni Dahlman
Toni Dahlman (ur. 3 września 1979 w Helsinkach) – fiński hokeista, reprezentant Finlandii.
Jego siostrą jest tenisistka Nanne Dahlman (ur. 1970). W czerwcu 2007 jego żoną została piłkarka Pia Silander.

## Kariera
- GrIFK U16 (1994-1995)
- Karhu-Kissat U18 (1996-1997)
- Karhu-Kissat U20 (1996-1997)
- Karhu-Kissat (1997)
- Jokerit U20 (1997-2000)
- Jokerit (1999-2000)
- Hermes (1999-2000)
- Ilves (2000-2001)
- Ottawa Senators (2001-2003)
  -  Grand Rapids Griffins (2001-2002)
  -  Binghamton Senators (2002-2003)
- Ilves (2003-2004)
- Jokerit (2004-2006)
- Lukko (2006-2007)
- Mora (2007-2008)
- Kärpät (2008-2009)
- HIFK (2009)
- KalPa (2009-2010)
- Acroni Jesenice (2010-2011)
- Grizzly Adams Wolfsburg (2011)
- EC Graz 99ers (2011-2012)
- Arystan Temyrtau (2012-2014)
- Sputnik Niżny Tagił (2014-2015)
- STS Sanok (2015-2016)
- Braehead Clan (2016)

Wychowanek klubu Grankulla IFK Hockey (GrIFK) w Kauniainen. Karierę rozwijał w klubach Jokerit, Kokkolan Hermes i Tampereen Ilves – występując w drużynach juniorskich oraz seniorskich rozgrywkach Liiga. Po trzecim z sezonów w tej lidze, w drafcie NHL z 2001 został wybrany przez kanadyjski klub Ottawa Senators. W 2001 wyjechał do Kanady i od tego czasu przez dwa sezony NHL edycji 2001/2002 i 2002/2003 zdołał rozegrać 22 spotkania zdobywając w nich gola i zaliczając asystę. W tym czasie występował jednak głównie w amerykańskich zespołach farmerskich z ligi AHL: Grand Rapids Griffins i Binghamton Senators. W 2003 powrócił do Europy i w kolejnych sezonach występował ponownie w rodzimych rozgrywkach Liiga (ponownie w barwach Ilves i Jokeritu), a ponadto w szwedzkich ligach Elitserien i Allsvenskan. Od 2010 do 2011 grał w klubach ligi austriackiej Österreichische Eishockey-Liga i niemieckiej Deutsche Eishockey Liga. Od listopada 2012 do 2014 przez dwa sezony był zawodnikiem klubu Arystan Temyrtau w lidze kazachskiej. Od czerwca 2014 zawodnik rosyjskiego klubu w rozgrywkach Wysszaja Chokkiejnaja Liga. Od końca września 2015 do końca stycznia 2016 zawodnik STS Sanok w rozgrywkach Polskiej Hokej Ligi. Od 2016 zawodnik szkockiej drużyny Braehead Clan w brytyjskich rozgrywkach EIHL.
W barwach juniorskiej kadry Finlandii uczestniczył w turnieju mistrzostw świata juniorów do lat 20 w 1998. W późniejszym czasie został reprezentantem seniorskiej kadry kraju. Brał udział w turniejach Euro Hockey Tour w sezonach 2003/2004 i 2004/2005.
W trakcie kariery zyskał przydomek Dalla.

## Sukcesy

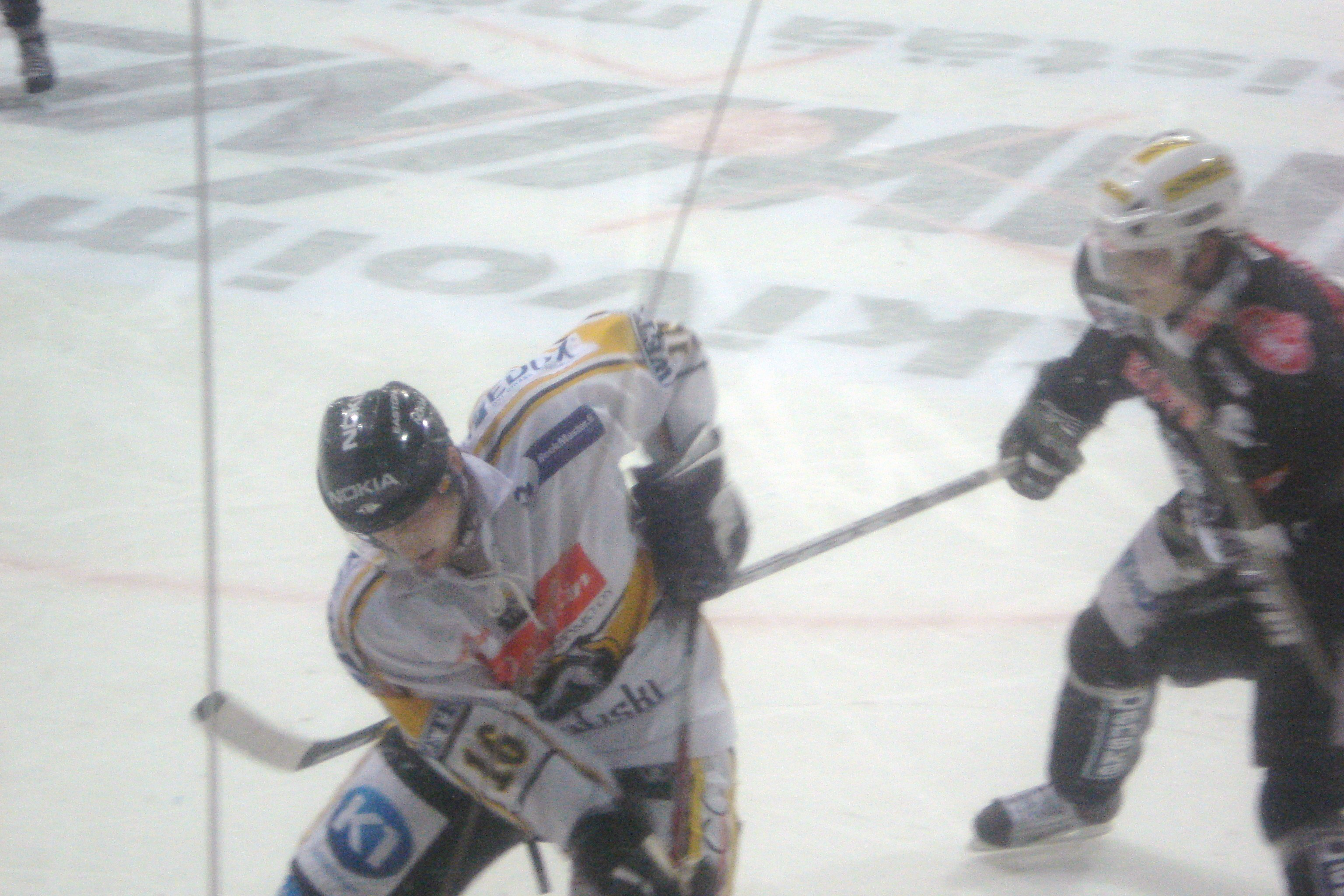
Toni Dahlman z numerem 16 w barwach Kärpät (2009)

Reprezentacyjne
- Złoty medal mistrzostw świata juniorów do lat 20: 1998

Klubowe
- Srebrny medal Jr. A SM-liiga: 1998 z Jokeritem U20
- Złoty medal Jr. A SM-liiga: 1999, 2000 z Jokeritem U20
- Srebrny medal mistrzostw Finlandii: 2000, 2005 z Jokeritem, 2009 z Kärpät
- Mistrzostwo dywizji AHL: 2002 z Grand Rapids Griffins, 2003 z Binghamton Senators
- Norman R. „Bud” Poile Trophy: 2002 z Grand Rapids Griffins
- F.G. „Teddy” Oke Trophy: 2003 z Binghamton Senators
- Srebrny medal mistrzostw Niemiec: 2011 z Grizzly Adams Wolfsburg
- Brązowy medal mistrzostw Kazachstanu: 2014 z Arystanem Temyrtau

Indywidualne
- SM-liiga 2000/2001:
  - Pierwsze miejsce w klasyfikacji asystentów wśród debiutantów w sezonie zasadniczym: 18 asyst
  - Pierwsze miejsce w klasyfikacji kanadyjskiej wśród debiutantów w sezonie zasadniczym: 28 punktów
  - Trofeum Jarmo Wasamy - najlepszy debiutant sezonu
- SM-liiga 2003/2004:
  - Pierwsze miejsce w klasyfikacji +/- w fazie play-off: +7